# پیام اینالویی
پیام اینالویی (زادهٔ ۱۵ شهریور ۱۳۶۴) بازیگر سینما و تلویزیون اهل اهواز، ایران است.
وی در حالیکه تحصیلاتش را در رشتهٔ مهندسی شیمی به اتمام رسانده، در همان سال‌های تحصیل با تئاترهای دانشجویی و چند فیلم کوتاه کار خود را آغاز کرد و به‌طور حرفه‌ای بازیگری را در سال ۱۳۸۸ با گذراندن دورهٔ آموزش بازیگری در مؤسسه کارنامه، مؤسسه ۸ میلیمتری و مؤسسه آوا و زیر نظر سعید روستایی، هومن سیدی و نوید محمدزاده آغاز نمود.

## کارنامه هنری
در همان سال‌های ابتدایی حضور در کلاسهای بازیگری نقش کوتاهی در فیلم سینمایی دموکراسی تو روز روشن به کارگردانی علی عطشانی ایفا نمود و پس از بازی در یک نقش کوتاه دیگر در مجموعه تلویزیونی شاید برای شما هم اتفاق بیافتد، اولین
نقش اصلی خود را در فیلم تلویزیونی گرداب به کارگردانی اسماعیل براری بازی کرد.
بازی در این نقش و به موازات آن فعالیت تئاتری این بازیگر در سال ۱۳۹۰ موقعیت حضور او را در فیلم سینمایی پیمان به کارگردانی مجید فهیم خواه و برای ایفای یک نقش اصلی درکنار یکی از ستارگان بزرگ سینمای ایران
یعنی محمدرضا فروتن فراهم نمود. پس از آن و در همان سال نقش اصلی در یک فیلم تلویزیونی دیگر به نام دارکوب به کارگردانی کارگردان با سابقهٔ سینمای ایران یعنی سعید اسدی را بازی نمود.
اما نقطه عطف کارنامه بازیگری پیام اینالویی بازی در نقش کاراکتر اسکندر در فصل سوم سریال قلب یخی به کارگردانی سامان مقدم در سال ۱۳۹۱ بود. بازی در یک نقش محوری در کنار بزرگانی چون رضا کیانیان، هدیه تهرانی، مهران مدیری، رضا عطاران، حسین یاری و تعداد زیادی از بازیگران مهم سینمای ایران تجربهٔ گران بهایی برای این بازیگر به ارمغان آورد.
در همین زمان بازی در فیلم سینمایی لاله به کارگردانی اسدالله نیک‌نژاد علی‌رغم اکران دیر هنگام در بهار ۱۴۰۰، با موفقیت‌های جهانی فیلم، شهرتی را برای اینالویی در پی داشت.
فیلم سینمایی چهارشنبه با بازی شهاب حسینی نیز از دیگر فیلم‌های موفق وی به‌شمار می‌رود.
از آخرین آثار پیام اینالویی، می‌توان به بازی در نقش امید (یکی از نقش‌های اصلی) درسریال پر ستارهٔ خونسرد به کارگردانی امیرحسین ترابی اشاره کرد که هم‌اکنون در حال پخش از شبکه نمایش خانگی است.

## فیلم‌شناسی

### سینما
| عنوان                | سال انتشار | کارگردان        |
| -------------------- | ---------- | --------------- |
| آخر بازی             | ۱۴۰۰       | محمد حمزه‌ای     |
| لاله                 | ۱۳۹۹       | اسدالله نیک‌نژاد |
| ساعت ۵ عصر           | ۱۳۹۵       | مهران مدیری     |
| چهارشنبه             | ۱۳۹۴       | سروش محمدزاده   |
| پی ۲۲                | ۱۳۹۳       | حسین قاسمی جامی |
| پیمان                | ۱۳۹۰       | مجید فهیم خواه  |
| برهوت                | ۱۳۹۰       | شهرام شاه حسینی |
| دموکراسی تو روز روشن | ۱۳۸۹       | علی عطشانی      |

### فیلم کوتاه
| عنوان  | سال انتشار | کارگردان   |
| ------ | ---------- | ---------- |
| موومان | ۱۳۹۹       | علی میرآبی |

### تلویزیون
| عنوان                        | سال انتشار | کارگردان       |
| ---------------------------- | ---------- | -------------- |
| فریبا                        | ۱۴۰۳       | محمود معظمی    |
| غریبه                        | ۱۴۰۳       | سروش محمدزاده  |
| دیوار به دیوار               | ۱۳۹۶       | سامان مقدم     |
| شاید برای شما هم اتفاق بیفتد | ۱۳۹۰       | محمدرضا رحمانی |
| فیلم تلویزیونی دارکوب        | —          | —              |
| فیلم تلویزیونی گرداب         | —          | —              |

### نمایش خانگی
| عنوان             | سال انتشار   | کارگردان       |
| ----------------- | ------------ | -------------- |
| خون‌سرد            | ۱۴۰۱         | امیرحسین ترابی |
| قلب یخی (فصل سوم) | ۱۳۹۱ تا ۱۳۹۳ | سامان مقدم     |